# Điều chế vector không gian (động cơ)
Trong kỹ thuật điện, điều chế vector không gian (vector Control), còn gọi là điều khiển tốc độ tựa từ thông (Field Oriented Control - viết tắt là FOC), là một phương pháp điểu khiển tần số (VFD) dòng điện của stator trong các đông cơ điện xoay chiều 3 pha được chiếu bởi hai thành phần vuông góc, 2 thành phần này có thể biểu diễn được trên vector không gian. Thành phần thứ nhất xác định từ thông trên rotor của động cơ, Thành phần thứ hai xác định mô men quay. Bộ điều khiển sẽ tình toán các dòng điện tương ứng dựa vào từ thông, momen quay từ bộ điều khiển tốc độ động cơ. Thường thì bộ điều khiển tỷ lệ - tích phân (PI controller) sẽ được dùng để đo các thành phần dòng điện trên tại các giá trị tham chiếu. Bộ điều chế độ rông xung (PWM) của biến tần sẽ đóng ngắt các transistor dựa trên các mẫu điện áp stator từ đầu ra của bộ điểu khiển PI.
FOC được dùng để điểu khiển tốc độ đông cơ xoay chiều đồng bộ và không đồng bộ. Ban đầu nó được phát triển cho các ứng dụng cần động cơ hiệu suất cao, yêu cầu hoạt động trơn tru với tốc độ tối đa, tạo ra momen quay cực đại  và có hiệu suất động năng cao, tăng và giảm tốc nhanh. Tuy nhiên, nó đang trở nên ngày càng hấp dẫn đối với các ứng dụng hiệu suất thấp hơn để giảm tiêu thụ điện năng, giảm giá thành và kích cỡ của động cơ. Trong tương lai, với sự phát triển mạnh mẽ của các bộ vi xử lý, FOC sẽ dần dần thay thế bộ điều khiển đơn biến vô hướng volt-trên-Hertz (V/f).

## Lịch sử phát triển

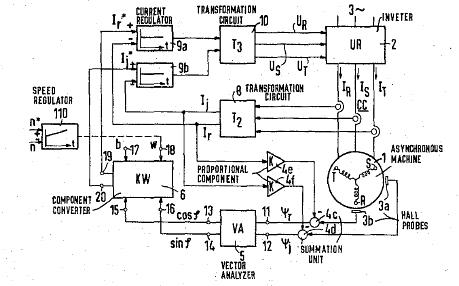
Sơ đồ nguyên lý trong bằng sáng chế của Blaschke năm 1971

Kỹ sư Darmstadt's K. Hasse và Siemens' F. Blaschke tiên phong trọng việc điều chế vector không gian cho đông cơ xoay chiều bắt đầu vào năm 1968 và đầu những năm 1970, Hasse nghiên cứu về điều chế vector không gian trực tiếp, Còn Blaschke nghiên cứu về điều chế vector không gian gián tiếp. Kỹ sư Braunschweig's Werner Leonhard đã phát triển thêm kỹ thuật FOC and là một công cụ mở ra cơ hội cho bộ điều khiển xoay chiều cạnh tranh dần thế bộ điều khiển một chiều.
Tuy nhiên nó chưa được công bố cho đến khi thương mại hóa các bộ vi xử lý, vào đầu những năm 1980, các bộ điều khiển xoay chiều đã được sản xuất.  Rào cản khi sử dụng FOC cho các ứng dụng điều khiển xoay chiều bao gồm chi phí cao, phức tạp, bảo trì khó hơn so với bộ điều khiển 1 chiều, FOC phải dùng rất nhiều linh kiện điện tử cho bộ cảm biến, bộ khuếch đại,vv..
Biến đổi Park được sử dụng rộng rãi trong phân tích và nghiên cứu động cơ đồng bộ và không đồng bộ. Nội dung trong phép biến đổi Park là cực kỳ quan trọng cho phép chúng ta hiểu được FOC hoạt động như thế nào, Phép biến đổi được xuất bản trên báo năm 1929 bởi tác giả Robert H. Park. Bài báo của Park được xếp hạng quan trọng thứ nhì trong tất cả các bài báo liên quan đến kỹ thuật điện đã được xuất bản ở thế kỷ 20. Park có khả năng dị thường, ông có khả năng biến đổi bất kỳ phương trình vi phân tuyến tính nào liên quan đến máy móc từ một phương trình với nhiều hệ số thời gian khả biến sang phương trình nhiều hệ số thời gian bất biến.

## Tổng quan về kỹ thuật

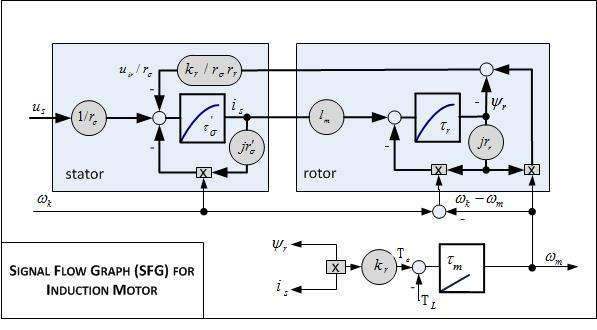
Sơ đồ dòng chảy tín hiệu (Signal Flow Graph) cho động cơ không đồng bộ.

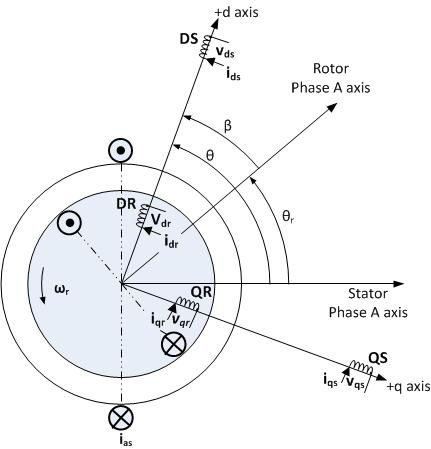
Hệ tọa độ (d,q) chiếu lên động cơ không đồng bộ 3 pha

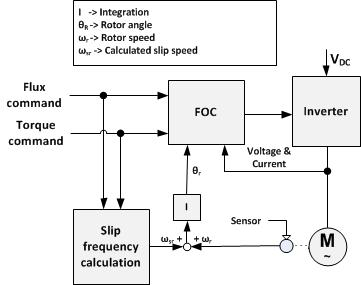
Sơ đồ khối tổng quát của bộ điều khiển từ thông gián tiếp

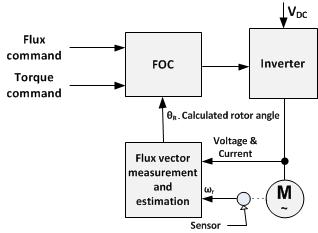
Sơ đồ khối tổng quát của bộ điều khiển từ thông trực tiếp

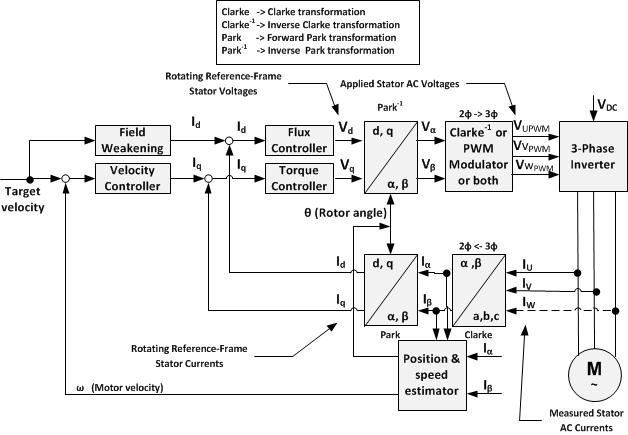
Sơ đồi nguyên lý của bộ điều khiển từ thông không có cảm biến

Tổng quan về các nền tảng quan trọng trong điều khiển tần số (VFD):

|  | Điều khiển V/f (Volts / Hertz) |
|  |                                |

|  | Điều khiển trực tiếp |
|  |                      |
|  | Điều chế vector      |
|  |                      |

|  | FOC Trực tiếp |
|  |               |
|  | FOC Gián tiếp |
|  |               |

|  | Điều khiển trực tiếp |
|  |                      |
|  | Điều chế vector      |
|  |                      |

|  | FOC Trực tiếp |
|  |               |
|  | FOC Gián tiếp |
|  |               |

|  | Điều khiển V/f (Volts / Hertz) |
|  |                                |

|  | Điều khiển trực tiếp |
|  |                      |
|  | Điều chế vector      |
|  |                      |

|  | FOC Trực tiếp |
|  |               |
|  | FOC Gián tiếp |
|  |               |

|  | Điều khiển trực tiếp |
|  |                      |
|  | Điều chế vector      |
|  |                      |

|  | FOC Trực tiếp |
|  |               |
|  | FOC Gián tiếp |
|  |               |

Để phân tích các bộ điều khiển xoay chiều cần có các kỹ thuật chuyên nghiệp, như phân tích mạch điện mô phỏng điều khiển động cơ gồm các đường dòng chảy tín hiệu (Signal Flow Graph) và các phương trình.
Trong điều chế vector, động cơ đồng bộ hoặc không đồng bộ được điều khiển bởi tất cả điều kiện hoạt động giống như động cơ một chiều kích từ tách riêng. Đó là, Động cơ xoay chiều hoạt động giống như động cơ 1 chiều với từ thông phần cảm và từ thông phần ứng được tạo bởi dòng phần cảm và dòng phần ứng (thành phần momen quay). các thành phần này là đường thẳng trực giao, Khi momen quay bị điều khiển (thay đổi phần ứng), từ thông phần cảm không bị ảnh hưởng, do đó chúng ta có thể nhận được phản hồi của momen quay.
Introduction motor model equations
{\displaystyle {\begin{aligned}&\tau _{\sigma }'{\frac {di_{s}}{d\tau }}+i_{s}=-j\omega _{k}\tau _{\sigma }'i_{s}+{\frac {k_{r}}{\tau _{r}r_{\sigma }}}(1-jr_{\tau }\omega _{m})\psi _{r}+{\frac {1}{r_{\sigma }}}u_{s}&&(1)\\&\tau _{r}{\frac {d\psi _{r}}{d\tau }}+\psi _{r}=-j(\omega _{k}-\omega _{m})\tau _{r}\psi _{r}+l_{m}i_{s}&&(2)\end{aligned}}}
where
{\displaystyle {\begin{aligned}\sigma _{r}'={\frac {\sigma l_{s}}{r_{\sigma }}}&&r_{\sigma }=r_{s}+k_{r}^{2}r_{r}&&k_{r}={\frac {l_{m}}{l_{r}}}&&\tau =\omega _{sR}\end{aligned}}}
{\displaystyle {\begin{aligned}&\sigma =1-{\frac {l_{m}^{2}}{l_{r}l_{s}}}={\text{total leakage coefficient}}\\&\omega _{sR}={\text{nominal stator frequency}}\end{aligned}}}
| Basic parameter symbols      | Basic parameter symbols               |
| ---------------------------- | ------------------------------------- |
| i                            | current                               |
| k                            | coupling factor of respective winding |
| l                            | inductance                            |
| r                            | restistance                           |
| t                            | time                                  |
| T                            | torque                                |
| u                            | voltage                               |
| {\displaystyle \psi }        | flux linkage                          |
| {\displaystyle \tau }        | normalized time                       |
| {\displaystyle \tau }        | time constant (T.C.) with subscript   |
| {\displaystyle \omega }      | angular velocity                      |
| {\displaystyle \sigma l_{s}} | total leakage inductance              |
| Subscripts and superscripts | Subscripts and superscripts         |
| --------------------------- | ----------------------------------- |
| e                           | electromechanical                   |
| i                           | induced voltage                     |
| k                           | referred to k-coordinates           |
| L                           | load                                |
| m                           | mutual (inductance)                 |
| m                           | mechanical (T.C., angular velocity) |
| r                           | rotor                               |
| R                           | rated value                         |
| s                           | stator                              |
| {\displaystyle '}           | denotes transient time constant     |

## Ứng dụng
1. Các pha dòng điện của stator được đo, sau đó nó được chuyển đổi sang hệ tọa độ vector không gian (a,b,c).
2. Dòng điện trên hệ tọa độ (a,b,c) được biến đỏi sang hệ tọa độ (alpha, beta). sau đó biến đổi tiếp sang hệ tọa độ quay (dqo) theo hệ quy chiếu trục quay của roto, vị trí của roto được tính bằng tích phân của tốc độ, giá trị tốc độ được lấy từ cảm biến đo tốc độ.
3. Vector từ thông roto được ước tính bằng cách nhân vector dòng stator với cảm ứng từ Lm và  kết quả của bộ lọc thông thấp với hằng số thời gian Lr/Rr lúc roto không có tải. (tỷ lệ độ tự cảm roto với điện trở roto).

4. Vector dòng được chuyển đổi sang hệ tọa độ (d,q).
5. Trục thực d của vector dòng stator được dùng để điều khiển từ thông roto và Trục ảo q dùng để điểu khiển momen quay. Trong khi đó bộ điểu khiển PI (PI controller) được dùng để điều khiển các dòng điện trên,với Bộ điều khiển dòng loại bang-bang cung cấp hiệu năng hoạt động tốt hơn.
6. Bộ điều khiển PI (PI controller) cung cấp các thành phần điện áp trong tọa độ (d,q). Một bộ decoupling có thể được thêm vào đầu ra của bộ điều khiển để cải thiện hiệu suất nhằm giảm tình trạng chồng chéo, thay đổi đột ngột tốc độ, dòng và từ thông, Bộ điều khiển PI cần có bộ lọc thông thấp tại đầu vào (input) hoặc đầu ra(Output) để loại bỏ dòng gợn sóng từ việc đóng mở transistor khỏi bị khếch đại quá mức và mất ổn định bộ điều khiển. Tuy nhiên, bộ lọc cũng gây hạn chế hiệu suất cho bộ điều khiển động năng. Đóng ngắt ở tần số cao (trên 10 kHz) thường yêu cầu tối thiểu các bộ lọc để tạo ra hiệu suất cao nhất, chẳng hạn cho động cơ servo.
7. Các thành phần điện áp được biến đổi từ hệ tọa độ (d,q) sang hệ toạ độ (alpha, beta).
8. Các thành phần điện áp được biến đổi từ hệ tọa độ ({\displaystyle }được, {\displaystyle }) sang hệ toạ độ (a,b,c) hoặc bộ điều chế độ rộng xung (PWM), hoặc cả hai, dùng để tín hiệu tới bộ phận điện nghịch lưu.
Mặc dù là toạ độ kiểm soát toán phức tạp hơn người Trực tiếp tớ biết rồi kiểm Soát (DTC), những thuật toán là không cần phải tính toán như thường như DTC thuật toán. Còn hiện tại bộ cảm ứng không cần phải là người tốt nhất trên thị trường. Vì thế cái giá của cái bộ vi xử lý và những người khác kiểm soát cứng dưới làm nó phù hợp cho những ứng dụng đâu những câu buổi diễn của DTC là không cần thiết.